# La muerte camina en la lluvia
La muerte camina en la lluvia és una pel·lícula argentina en blanc i negre estrenada el 7 de setembre de 1948 dirigida per Carlos Hugo Christensen basada en la novel·la L'assassin habite au 21 de Stanislas-André Steeman i que va tenir com a protagonistes principals a Olga Zubarry, Guillermo Battaglia, Eduardo Cuitiño, Amalia Sánchez Ariño i Nicolás Fregues. Es tracta d'una pel·lícula de misteri entorn de la recerca d'un assassí múltiple del qual se sap on viu. Sobre el mateix llibre el director de cinema francès Henri-Georges Clouzot va realitzar en 1942 una pel·lícula que porta el nom de la novel·la.
En una enquesta de les 100 millors pel·lícules del cinema argentí duta a terme pel Museo del Cine Pablo Ducrós Hicken l'any 2000, la pel·lícula va aconseguir el lloc 35.

## Sinopsi
La població de Buenos Aires està atemorida pels crims d'un lladre que ja ha matat en set oportunitats per robar a les seves víctimes. Els fets els comet al carrer en dies de pluja i sempre deixa una targeta amb el nom "S. López". A través d'un periodista, Lucho Rivas (Horacio Peterson), el policia encarregat de la recerca, inspector Lima (Eduardo Cuitiño), rep la informació d'un pispa que ha vist que la persona que va cometre l'últim crim va entrar en una casa on funciona la pensió "Babel". En ella viuen la propietària, Valeria Duval (Margarita Corona), la xicota del periodista, Lila Espinoza (Olga Zubarry), un actor que dii que és rus, Boris Andreieff (Guillermo Battaglia), un cirurgià (Oerestes Soriani) a qui se li va retirar el permís per a exercir la professió, el doctor Robledo (Nicolás Fregues), un mag que es fa dir Merlín (Pablo Acciardi), un rellotger anomenat Lamas i el matrimoni Vargas (Agustín Orrequía i Amalia Sánchez Ariño).
Quan arriba un nou hoste la policia li sol·licita que sigui el seu informant però es nega i anuncia que l'endemà deixarà la pensió. Aquesta mateixa nit és assassinat a la seva habitació i hi deixa la seva targeta "S. López". Si bé hi ha indicis que comprometen a alguns dels hostes, la policia deté a Lamas i comença a interrogar-lo; no obstant això, en un nou dia de pluja apareix una altra víctima de "S. López" pel que han de deixar-lo en llibertat i detenen a un altre sospitós, el doctor Robledo.
El periodista surt a caminar amb Boris i poc després de separar-se és atacat i robat, si bé no mor, i li deixen la targeta de "S. López" pel que Robledo és alliberat. Aquesta nit a la pensió juguen al pòquer Boris, Robledo, Lamas i Vargas. Lila que els observa sense jugar adverteix que els tres primers es fan senyals entre si i que Vargas perd molts diners, per la qual cosa dedueix que "S. López" no és una sola persona sinó que són els tres que actuen coordinats. S'atemoreix tant que ells ho noten, i Lila corre a l'habitació de Merlín, qui li diu que està equivocada i li demana que se'n vagi a dormir. Poc després, Lila baixa al saló de la pensió i és sorpresa per l'aparició de Boris primer i de Lamas després, que s'acosten amenaçadors. Quan vol fugir per l'escala hi baixa un home que sembla ser el doctor Robledo amb un revòlver i comença a disparar contra els altres dos, la qual cosa ocasiona que la policia que vigilava fora de la pensió hi entri. L'home del revòlver s'acosta a Lila, qui s'adona que és Merlín disfressat amb la roba de Robledo i es desmaia. Després li explica que les deduccions de la jove eren correctes però va aparentar no creure-les perquè en cas contrari els criminals l'haguessin matat a ell també, per la qual cosa havia desmaiat a Robledo d'un cop i usat la seva roba per a disfressar-se. Els delinqüents signaven els crims perquè semblessin comesos per una mateixa persona i en aquesta forma anaven sent exclosos de la llista de sospitosos.

## Repartiment
- Pablo Acciardi 	... 	Merlín
- Alfredo Alaria... 	Jove a la prova de magia
- Alberto Barcel 	... 	Policia
- Guillermo Battaglia	... 	Boris Andreieff
- Ángel Boffa	 ... 	Barquinazo
- Juan Corona	 ... 	Lamas
- Margarita Corona	... 	Valeria Duval
- Eduardo Cuitiño	... 	Lima
- Nicolás Fregues	... 	Doctor Robledo
- Agustín Orrequia	... 	Camelio Vargas
- Carlos Perelli... 	Norton
- Horacio Peterson	... 	Lucho Rivas
- Amalia Sánchez Ariño	... 	Sra. Vargas
- Orestes Soriani 	... 	Doctor Kaplan
- Olga Zubarry	 ... 	Lila Espinoza
- Roberto Escalada 	... 	Relator
- Ramón J. Garay...Conserge

## Comentari
Per al crític Carlos O. García La muerte camina en la lluvia és un film policial plenament reeixit, que mostra un equilibri inusual al cinema argentí i agrega:
| « | «A partir d'un començament de caire radiofònic el film es proposa, en part, com un joc. Amb personatges i situacions que voregen la comèdia. Sobre la base d'aquest joc el director desplega la seva habilitat narrativa mentre elabora, subtilment, una atmosfera que suggereix intensament el sinistre... Se sap que l'assassí és un dels habitants de la pensió familiar "Babel"; ...El malestar que es difon pel film és un subproducte, gairebé natural, de la vida dels personatges allí congregats. El talent del director aconsegueix fer-nos sentir que el crim i la perversió sorgeixen de les entranyes d'aquesta pensió. Cadascun dels personatges mostra una màscara; cadascun fa "el seu número"; la resultant, la resta, és el criminal S. López. Si bé l'assassí és personificat per tres dels seus membres d'aquesta societat, dona el mateix que ho fes qualsevol dels altres o el conjunt d'aquests. Per això el criminal pot semblar un maniquí absolutament impersonal, o pot estar en tots costats i, en més d'una ocasió, l'espectador és portat a col·locar-se en el punt de vista de S. López.» | » |

Per la seva part Raúl Manrupe el qualifica de "policial d'humor negre, lúdic i ben reeixit" agregant que Battaglia fa tota una creació del seu actor rus.